# 上海堡垒
《上海堡垒》是中国作家江南于2006年撰写的科幻、爱情小说。英文译名Once Upon a Time in Shanghai。故事讲述的是外星文明入侵上海，男主人公江洋和他的朋友、上司以及身边的人所经历的关于爱情和成长的故事。2019年8月9日，由滕华涛导演的同名电影《上海堡垒》正式上映。

## 作者简介
江南，本名杨治，安徽合肥人，中国当代作家。毕业于北京大学化学系，曾留学于美国圣路易斯华盛顿大学，现居北京。目前的身份是作者以及媒体经理，专注于三本杂志的策划经营。代表作为《龙族》、《此间的少年》、《九州·缥缈录》、《天之炽》、《上海堡垒》等。

## 剧情简介
《上海堡垒》的故事背景设定在未来，外星黑暗势力突袭地球，企图夺取人类赖以生存的能源宝藏。地球遭到重创，国家的边界被打破，各国精英组建联合军队，团结一致抵抗外星侵略者，在所剩无几的能源城市建立名为“泡防御”的能量堡垒以抵御外星人的进攻。随着纽约、东京、新德里等堡垒城市的纷纷陷落，中国上海成为仅存的人类希望。

## 人物简介
- 江洋，男主，北京大学毕业生，机缘巧合之下来到上海，上海泡防御数据计算人员。
- 林澜，女主，部队出生，担任泡防御的指挥工作，中尉。
- 大猪，潘涵田，泡防御技术人员。
- 二猪，曾煜，泡防御技术人员。
- 苏婉，防御技术人员。
- 杨建南，林澜未婚夫，7488部队527纵队中校指挥官，上海大炮的现场司令官，中校。
- 邵一云，7488部队最高长官，深爱着两个女人，将军。
- 路依依，复旦大学新闻系学生，市长千金。

## 名词解释
- 阿尔法文明：外星高级文明。
- 德尔塔文明：外星高级文明，为寻找阿尔法文明留下的痕迹而进攻地球各大堡垒。
- 泡防：一层位于1500米高空的防御工事，来源于阿尔法文明，用以抵挡德尔塔星人的进攻。
- 上海大炮：口径40米，约束场粒子大炮，来源于阿尔法文明。
- 上海堡垒：由泡防及上海大炮构成等一系列军事防御构成。还有纽约堡垒，伦敦堡垒，新德里堡垒。
- 侦查者，捕食者，母舰：德尔塔文明生物。

## 其他
2009年万卷出版公司出版发行《上海堡垒》，2016年11月长江出版社出版发行增订近百分之40《上海堡垒•珍藏版》。相关画集、插画出版于刊物《全力少年》。